# Vogel des Jahres (Deutschland)
Vogel des Jahres ist eine Kampagne, die seit 1971 vom Naturschutzbund Deutschland (NABU) und dem Landesbund für Vogel- und Naturschutz in Bayern (LBV) geführt wird. Damit waren diese Naturschutzorganisationen die ersten, die durch die jährliche Ausrufung eines Kandidaten auf die Gefährdung der Tiere und Lebensräume aufmerksam gemacht haben. Von 2000 bis 2020 wurde der vom NABU gekürte Vogel des Jahres durch BirdLife Österreich für Österreich übernommen.

## Geschichte
Die erste Wahl zum Vogel des Jahres fand 1970 als regionaler Jahresvogel-Probelauf im Baden-Württembergischen Landesverband des NABU – damals noch „Deutscher Bund für Vogelschutz“ (DBV) – mit der Wahl des Graureihers statt. Seit 1971 wird die Aktion bundesweit durchgeführt. Zum 50. Jubiläum der Aktion im Jahr 2020 wurde beschlossen, an der Auszeichnung des Vogels für 2021 im Rahmen einer Vorwahl erstmals die Bevölkerung in zwei Wahlgängen zu beteiligen. Seit 2022 wird der Vogel des Jahres dauerhaft öffentlich gewählt. Die Vorauswahl von fünf Vogelarten findet jedoch durch ein Fachgremium des NABU statt.

## Auswahlkriterien
Die Auswahl des Vogels des Jahres erfolgt nach der Gefährdung der Art oder ihres Lebensraumes durch den Menschen. Dabei kann es vorkommen, dass die gleiche Art auch mehrfach mit diesem Titel gekürt wird, wie bisher Weißstorch (1984, 1994), Eisvogel (1973, 2009), Feldlerche (1998, 2019), Rotkehlchen (1992, 2021), Wiedehopf (1976, 2022), Braunkehlchen (1987, 2023) und Kiebitz (1996, 2024). Die erneute Wahl des Weißstorchs war verbandsintern allerdings von Kontroversen begleitet. Die zweite Wahl des Eisvogels 2009 ist darauf zurückzuführen, dass dieses Tier Wappenvogel des LBV ist und der Verband in diesem Jahr sein 100-jähriges Bestehen feierte. Die erneute Wahl der Feldlerche wird damit begründet, dass seit der ersten Wahl mehr als jeder vierte Vogel aus dem Brutbestand in Deutschland verschwunden ist.

## Öffentliche Beteiligung
Erstmals bei der Wahl zum Vogel des Jahres 2021 war eine öffentliche Abstimmung Grundlage der Wahl. In einem ersten Wahlgang wurde aus allen in Deutschland beheimateten Vögeln eine Vorauswahl getroffen. Aus den zwölf Vögeln mit den meisten Stimmen wurden dann in einem Zweiten Wahlgang der Sieger ermittelt. Der Vorauswahlprozess wurde in den Folgejahren angepasst und erfolgte nicht mehr öffentlich, die Endabstimmung jedoch schon. Für eine größere Wahlbeteiligung besteht die Möglichkeit, Wahlkampfteams anzulegen und so für die Wahl eines Vogels über soziale Medien Werbung zu machen. Hier beteiligen sich regionale Sektionen des NABU genauso wie nicht mit dem NABU verbundene Personen und Gruppen. Der NABU weist dabei auch jährlich das erfolgreichste Wahlkampfteam aus und verleiht hier einen symbolischen Preis. In den ersten fünf Jahren der Wahl stellte jeweils der Fußballpodcast drei90 das erfolgreichste Wahlkampfteam.

## Internationale Wahlen
Die Aktion hat bis heute viele Nachahmer gefunden. BirdLife Schweiz erwählt seit 2001 den Schweizer Vogel des Jahres, auch natur&ëmwelt in Luxemburg kürt eigene Jahresvögel. Insgesamt werden in mehr als einem Dutzend Ländern in Europa Vögel des Jahres gewählt.
Außereuropäische Wahlen zum Vogel des Jahres werden unter anderem in Südafrika und Neuseeland durchgeführt.

## Natur des Jahres
Die Wahl zum Vogel des Jahres war das Vorbild für eine ganze Reihe von Wahlen von Tieren und Pflanzen zu Arten sowie Biotopen zu Lebensräumen des Jahres. Als Oberbegriff für diese Aktionen hat sich der Begriff Natur des Jahres etabliert.

## Bisherige Vögel des Jahres in Deutschland
| Jahr | deutscher Name                | wissenschaftlicher Name | Abbildung                                                                  |
| ---- | ----------------------------- | ----------------------- | -------------------------------------------------------------------------- |
| 1971 | Wanderfalke                   | Falco peregrinus        | 1971 Wanderfalke                                                           |
| 1972 | Steinkauz                     | Athene noctua           | 1972 Steinkauz                                                             |
| 1973 | Eisvogel (erneut 2009)        | Alcedo atthis           | 1973 Eisvogel                                                              |
| 1974 | Mehlschwalbe                  | Delichon urbicum        | 1974 Mehlschwalbe                                                          |
| 1975 | Goldregenpfeifer              | Pluvialis apricaria     | 1975 Goldregenpfeifer                                                      |
| 1976 | Wiedehopf (erneut 2022)       | Upupa epops             | 1976 Wiedehopf                                                             |
| 1977 | Schleiereule                  | Tyto alba               | 1977 Schleiereule                                                          |
| 1978 | Kranich                       | Grus grus               | 1978 Kranich                                                               |
| 1979 | Rauchschwalbe                 | Hirundo rustica         | 1979 Rauchschwalbe                                                         |
| 1980 | Birkhuhn                      | Lyrurus tetrix          | 1980 Birkhuhn                                                              |
| 1981 | Schwarzspecht                 | Dryocopus martius       | 1981 Schwarzspecht                                                         |
| 1982 | Großer Brachvogel             | Numenius arquata        | 1982 Großer Brachvogel                                                     |
| 1983 | Uferschwalbe                  | Riparia riparia         | 1983 Uferschwalbe                                                          |
| 1984 | Weißstorch (erneut 1994)      | Ciconia ciconia         | 1984 Weißstorch                                                            |
| 1985 | Neuntöter                     | Lanius collurio         | 1985 Neuntöter                                                             |
| 1986 | Saatkrähe                     | Corvus frugilegus       | 1986 Saatkrähe                                                             |
| 1987 | Braunkehlchen (erneut 2023)   | Saxicola rubetra        | 1987 Braunkehlchen                                                         |
| 1988 | Wendehals                     | Jynx torquilla          | 1988 Wendehals                                                             |
| 1989 | Teichrohrsänger               | Acrocephalus scirpaceus | 1989 Teichrohrsänger                                                       |
| 1990 | Pirol                         | Oriolus oriolus         | 1990 Pirol                                                                 |
| 1991 | Rebhuhn                       | Perdix perdix           | 1991 Rebhuhn                                                               |
| 1992 | Rotkehlchen (erneut 2021)     | Erithacus rubecula      | 1992 Rotkehlchen                                                           |
| 1993 | Flussregenpfeifer             | Charadrius dubius       | 1993 Flussregenpfeifer                                                     |
| 1994 | Weißstorch (erstmals 1984)    | Ciconia ciconia         | 1994 Weißstorch                                                            |
| 1995 | Nachtigall                    | Luscinia megarhynchos   | 1995 Nachtigall                                                            |
| 1996 | Kiebitz (erneut 2024)         | Vanellus vanellus       | 1996 Kiebitz                                                               |
| 1997 | Buntspecht                    | Dendrocopus major       | 1997 Buntspecht                                                            |
| 1998 | Feldlerche (erneut 2019)      | Alauda arvensis         | 1998 Feldlerche                                                            |
| 1999 | Goldammer                     | Emberiza citrinella     | 1999 Goldammer                                                             |
| 2000 | Rotmilan                      | Milvus milvus           | 2000 Rotmilan                                                              |
| 2001 | Haubentaucher                 | Podiceps cristatus      | 2001 Haubentaucher                                                         |
| 2002 | Haussperling                  | Passer domesticus       | 2002 Haussperling                                                          |
| 2003 | Mauersegler                   | Apus apus               | 2003 Mauersegler                                                           |
| 2004 | Zaunkönig                     | Troglodytes troglodytes | 2004 Zaunkönig                                                             |
| 2005 | Uhu                           | Bubo bubo               | 2005 Uhu                                                                   |
| 2006 | Kleiber                       | Sitta europaea          | 2006 Kleiber                                                               |
| 2007 | Turmfalke                     | Falco tinnunculus       | 2007 Turmfalke                                                             |
| 2008 | Kuckuck                       | Cuculus canorus         | 2008 Kuckuck                                                               |
| 2009 | Eisvogel (erstmals 1973)      | Alcedo atthis           | 2009 Eisvogel                                                              |
| 2010 | Kormoran                      | Phalacrocorax carbo     | 2010 Kormoran                                                              |
| 2011 | Gartenrotschwanz              | Phoenicurus phoenicurus | 2011 Gartenrotschwanz                                                      |
| 2012 | Dohle                         | Corvus monedula         | 2012 Dohle                                                                 |
| 2013 | Bekassine                     | Gallinago gallinago     | 2013 Bekassine                                                             |
| 2014 | Grünspecht                    | Picus viridis           | 2014 Grünspecht                                                            |
| 2015 | Habicht                       | Accipiter gentilis      | 2015 Habicht                                                               |
| 2016 | Stieglitz                     | Carduelis carduelis     | 2016 Stieglitz                                                             |
| 2017 | Waldkauz                      | Strix aluco             | 2017 Waldkauz                                                              |
| 2018 | Star                          | Sturnus vulgaris        | 2018 Star                                                                  |
| 2019 | Feldlerche (erstmals 1998)    | Alauda arvensis         | 2019 Feldlerche                                                            |
| 2020 | Turteltaube                   | Streptopelia turtur     | 2020 Turteltaube                                                           |
| 2021 | Rotkehlchen (erstmals 1992)   | Erithacus rubecula      | 2021 Rotkehlchen                                                           |
| 2022 | Wiedehopf (erstmals 1976)     | Upupa epops             | 2022 Wiedehopf                                                             |
| 2023 | Braunkehlchen (erstmals 1987) | Saxicola rubetra        | 2023 Braunkehlchen                                                         |
| 2024 | Kiebitz (erstmals 1996)       | Vanellus vanellus       | 2024 Kiebitz                                                               |
| 2025 | Hausrotschwanz                | Phoenicurus ochruros    | Männlicher Hausrotschwanz (Phoenicurus ochruros gibraltariensis) mit Beute |

## In anderen Ländern
- Vogel des Jahres (international)
- Vogel des Jahres (Österreich)
- Vogel des Jahres (Schweiz)